# Hipaspista

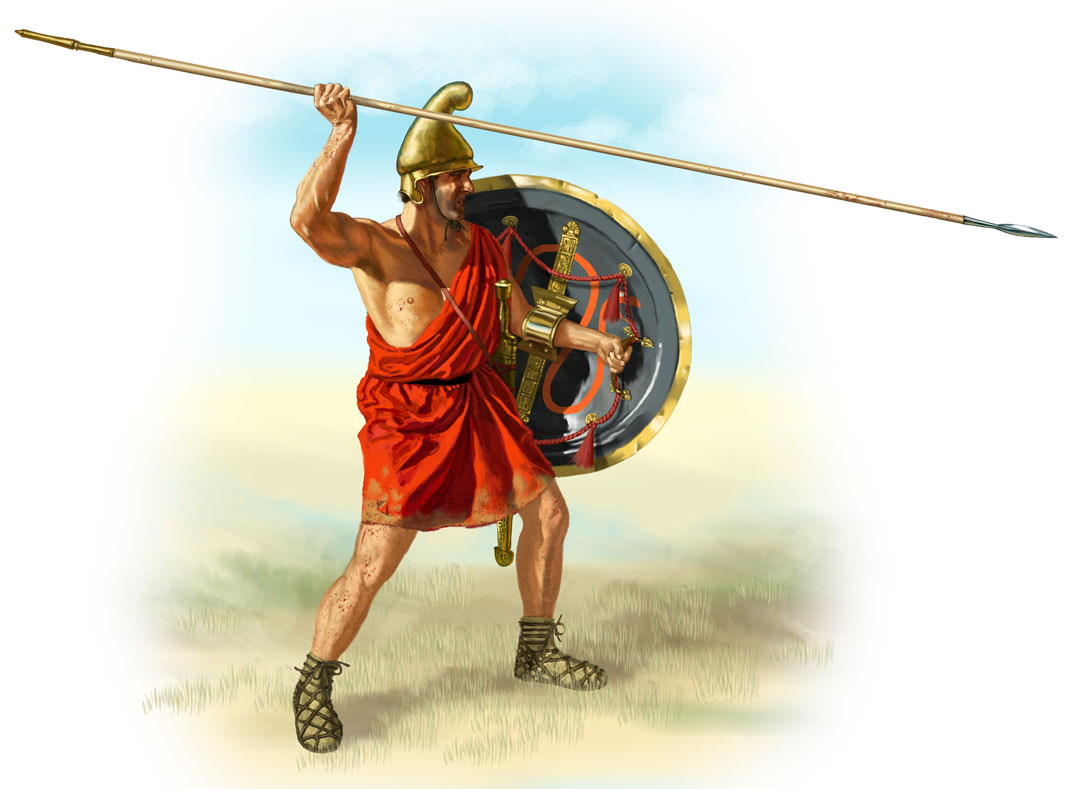
Hipaspista

Hipaspista (em grego:  Ὑπασπιστἠς) é um tipo de soldado da Grécia Antiga descrito primeiramente por Homero na Ilíada. O termo fora revivido quando Filipe II chamava seus soldados que eram armados como hoplitas de hipaspistas diferentemente do resto dos pezeteros (falangistas). Alexandre, o Grande, ao cruzar o Helesponto em 334 a.C., trazia consigo 3 000 hipaspistas além de 9 000 pezeteros.
Carregavam os áspides (grandes escudos circulares), doru (lança), xifo ou cópis (espada curta), mas se vestiam similarmente como o resto da infantaria macedônica com espola (couraça leve), linotórax (couraça de linho) e grevas, além de elmos para proteção.